# Occoches
Occoches est une commune française située dans le département de la Somme, en région Hauts-de-France.

## Géographie

### Localisation
Occoches est un village picard situé entre Ponthieu et Amiénois.
Limitrophe de Doullens, la commune est située à 9 km au nord-est de Bernaville, 31 km au nord d'Amiens, 32 km au nord-est d'Abbeville et à 38 km au sud-ouest d'Arras à vol d'oiseau.
Le territoire de la commune est limitrophe de ceux de cinq communes.
Les communes limitrophes sont Barly, Doullens, Hem-Hardinval, Neuvillette et Outrebois.

### Hydrographie

#### Réseau hydrographique
La commune est située dans le bassin Artois-Picardie. Elle est drainée par le ruisseau le canal, l'Occoches,.

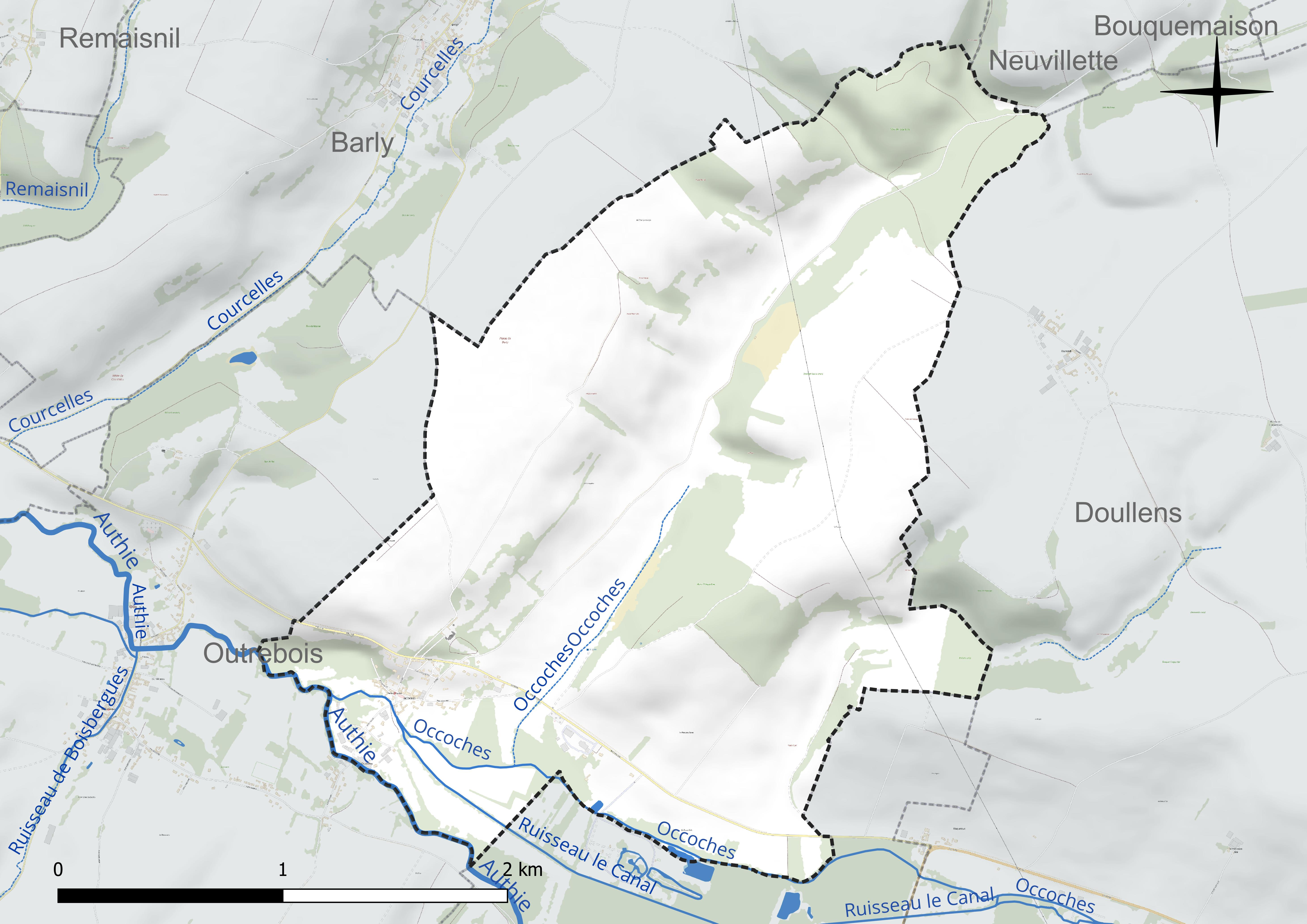
Réseau hydrographique d'Occoches.

#### Gestion et qualité des eaux
Le territoire communal est couvert par le schéma d'aménagement et de gestion des eaux (SAGE) « Authie ». Ce document de planification concerne un territoire de 1 253 km2 de superficie, délimité par le bassin versant de l'Authie. Le périmètre a été arrêté le 5 août 1999 et le SAGE proprement dit est, en 2024, en cours d'élaboration. La structure porteuse de l'élaboration et de la mise en œuvre est le syndicat mixte Canche Et Authie.
La qualité des cours d'eau peut être consultée sur un site dédié géré par les agences de l'eau et l'Agence française pour la biodiversité.

### Climat
Pour des articles plus généraux, voir Climat des Hauts-de-France et Climat de la Somme.
En 2010, le climat de la commune est de type climat océanique dégradé des plaines du Centre et du Nord, selon une étude du CNRS s'appuyant sur une série de données couvrant la période 1971-2000. En 2020, Météo-France publie une typologie des climats de la France métropolitaine dans laquelle la commune est exposée à un climat océanique et est dans la région climatique Côtes de la Manche orientale, caractérisée par un faible ensoleillement (1 550 h/an) ; forte humidité de l'air (plus de 20 h/jour avec humidité relative > 80 % en hiver), vents forts fréquents.
Pour la période 1971-2000, la température annuelle moyenne est de 10,1 °C, avec une amplitude thermique annuelle de 14 °C. Le cumul annuel moyen de précipitations est de 792 mm, avec 12,5 jours de précipitations en janvier et 8,5 jours en juillet. Pour la période 1991-2020, la température moyenne annuelle observée sur la station météorologique la plus proche, située sur la commune de Bernaville à 9 km à vol d'oiseau, est de 10,4 °C et le cumul annuel moyen de précipitations est de 877,3 mm,. Pour l'avenir, les paramètres climatiques de la commune estimés pour 2050 selon différents scénarios d'émission de gaz à effet de serre sont consultables sur un site dédié publié par Météo-France en novembre 2022.

## Urbanisme

### Typologie
Au 1er janvier 2024, Occoches est catégorisée commune rurale à habitat très dispersé, selon la nouvelle grille communale de densité à sept niveaux définie par l'Insee en 2022.
Elle est située hors unité urbaine. Par ailleurs la commune fait partie de l'aire d'attraction d'Amiens, dont elle est une commune de la couronne,. Cette aire, qui regroupe 369 communes, est catégorisée dans les aires de 200 000 à moins de 700 000 habitants,.

### Occupation des sols
L'occupation des sols de la commune, telle qu'elle ressort de la base de données européenne d'occupation biophysique des sols Corine Land Cover (CLC), est marquée par l'importance des territoires agricoles (80,4 % en 2018), une proportion identique à celle de 1990 (80,4 %). La répartition détaillée en 2018 est la suivante :
terres arables (60,1 %), forêts (16 %), prairies (12,2 %), zones agricoles hétérogènes (8,1 %), zones urbanisées (3,6 %). L'évolution de l'occupation des sols de la commune et de ses infrastructures peut être observée sur les différentes représentations cartographiques du territoire : la carte de Cassini (XVIIIe siècle), la carte d'état-major (1820-1866) et les cartes ou photos aériennes de l'IGN pour la période actuelle (1950 à aujourd'hui).

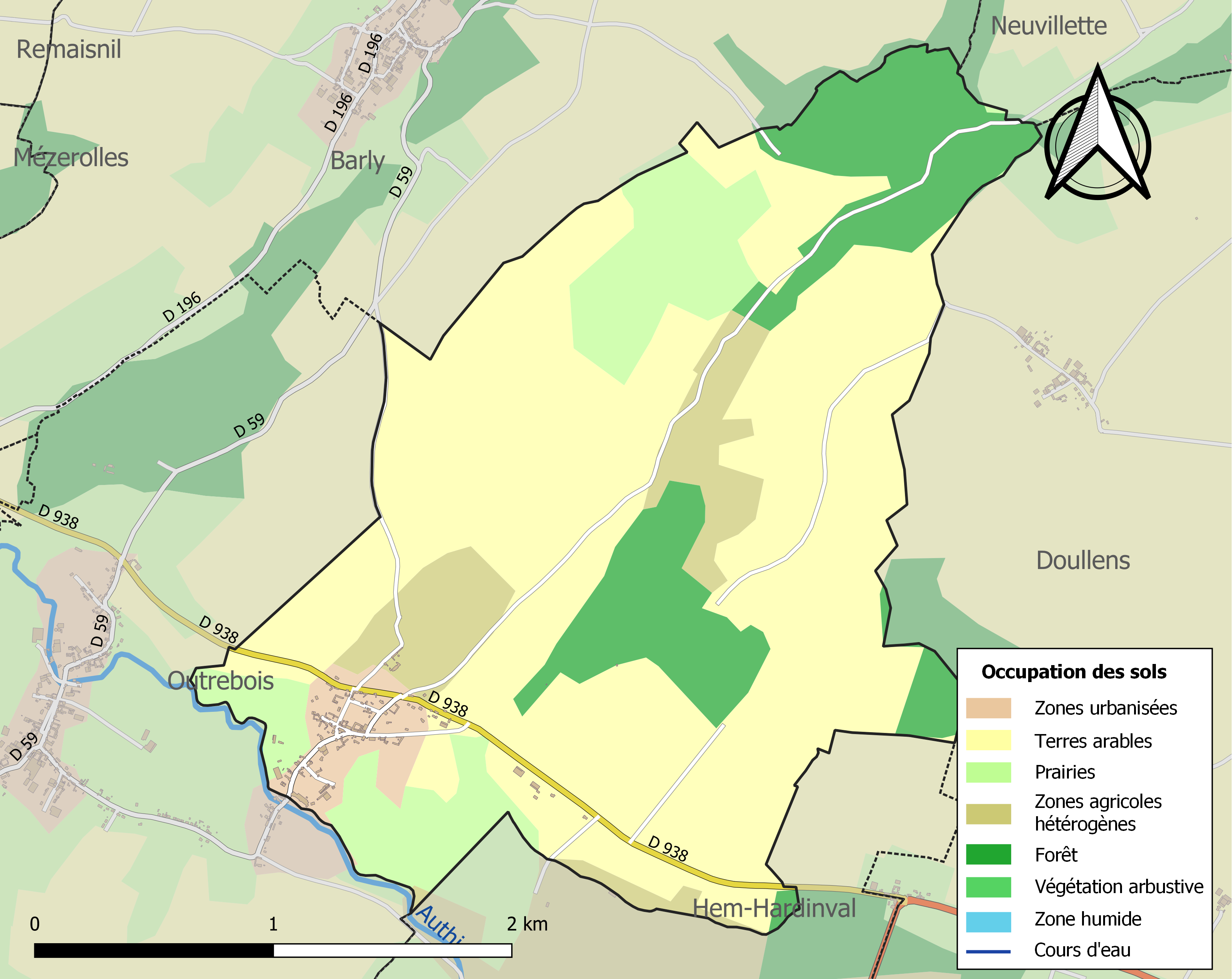
Carte des infrastructures et de l'occupation des sols de la commune en 2018 (CLC).

### Voies de communication et transports
La localité est desservie par les autocars du réseau inter-urbain Trans'80, la ligne no 58 (Auxi-le-Château - Doullens), le jeudi et le samedi, jours de marché.

## Toponymie
On trouve Alcoch en 1138 qui est devenu Aucoche en 1301.

## Histoire
Firmin Campdavène de Beauval est seigneur en 1201.
Isabeau de Beauval, par son mariage, fait passer le village à Guyon Le Roy en 1507.
Monck de Penille marie sa fille Anne-Charlotte au vicomte Malet de Coupigny au XVIIe siècle.
La propriété passe à Louis Melin en 1882. Un des héritiers épouse Eugénie de Vadicourt dont le fils Henri prend le nom en 1869.

## Politique et administration
| Période                                  | Période                      | Identité            | Étiquette | Qualité                                          |
| ---------------------------------------- | ---------------------------- | ------------------- | --------- | ------------------------------------------------ |
| Les données manquantes sont à compléter. |                              |                     |           |                                                  |
| 1939                                     | 1941                         | Michel Leconte      |           |                                                  |
| 1941                                     | 1944                         | Raymond Deliencourt |           |                                                  |
| 1944                                     | 1947                         | Roger Boucher       |           |                                                  |
| 1947                                     | 1965                         | Claude Dupont       |           |                                                  |
| 1965                                     | 1968                         | Marc Dupont         |           |                                                  |
| 1968                                     | 1995                         | Jean Dailly         |           |                                                  |
| 1995                                     | 2014                         | Joël Patte          |           |                                                  |
| 2014                                     | En cours (au 8 octobre 2020) | Sylvain Dessaint    |           | Cadre territorial Réélu pour le mandat 2020-2026 |

## Population et société

### Démographie
L'évolution du nombre d'habitants est connue à travers les recensements de la population effectués dans la commune depuis 1793. Pour les communes de moins de 10 000 habitants, une enquête de recensement portant sur toute la population est réalisée tous les cinq ans, les populations de référence des années intermédiaires étant quant à elles estimées par interpolation ou extrapolation. Pour la commune, le premier recensement exhaustif entrant dans le cadre du nouveau dispositif a été réalisé en 2007.

En 2022, la commune comptait 124 habitants, en évolution de −0,8 % par rapport à 2016 (Somme : −1,26 %, France hors Mayotte : +2,11 %).
| 1793 | 1800 | 1806 | 1821 | 1831 | 1836 | 1841 | 1846 | 1851 |
| ---- | ---- | ---- | ---- | ---- | ---- | ---- | ---- | ---- |
| 276  | 252  | 271  | 290  | 294  | 316  | 313  | 261  | 329  |

| 1856 | 1861 | 1866 | 1872 | 1876 | 1881 | 1886 | 1891 | 1896 |
| ---- | ---- | ---- | ---- | ---- | ---- | ---- | ---- | ---- |
| 286  | 312  | 300  | 285  | 298  | 280  | 231  | 228  | 210  |

| 1901 | 1906 | 1911 | 1921 | 1926 | 1931 | 1936 | 1946 | 1954 |
| ---- | ---- | ---- | ---- | ---- | ---- | ---- | ---- | ---- |
| 200  | 216  | 226  | 207  | 180  | 172  | 165  | 185  | 178  |

| 1962 | 1968 | 1975 | 1982 | 1990 | 1999 | 2006 | 2007 | 2012 |
| ---- | ---- | ---- | ---- | ---- | ---- | ---- | ---- | ---- |
| 164  | 142  | 135  | 133  | 137  | 121  | 128  | 129  | 124  |

| 2017 | 2022 | - | - | - | - | - | - | - |
| ---- | ---- | - | - | - | - | - | - | - |
| 127  | 124  | - | - | - | - | - | - | - |

### Enseignement
Un regroupement pédagogique est mis en place à l'école des Fontaines bleues de Mézerolles depuis 2005. Il associe les communes de Remaisnil, Heuzecourt, Barly, Outrebois, Occoches, Boisbergues, Le Meillard, Béalcourt et Frohen-sur-Authie. Une salle multi-activités est inaugurée en septembre 2019.

### Vie associative
La Truite rapide, association de pêche locale, a fusionné avec sa voisine, La gaule d'Occoches.

## Culture locale et patrimoine

### Lieux et monuments
- Église Saint-André.

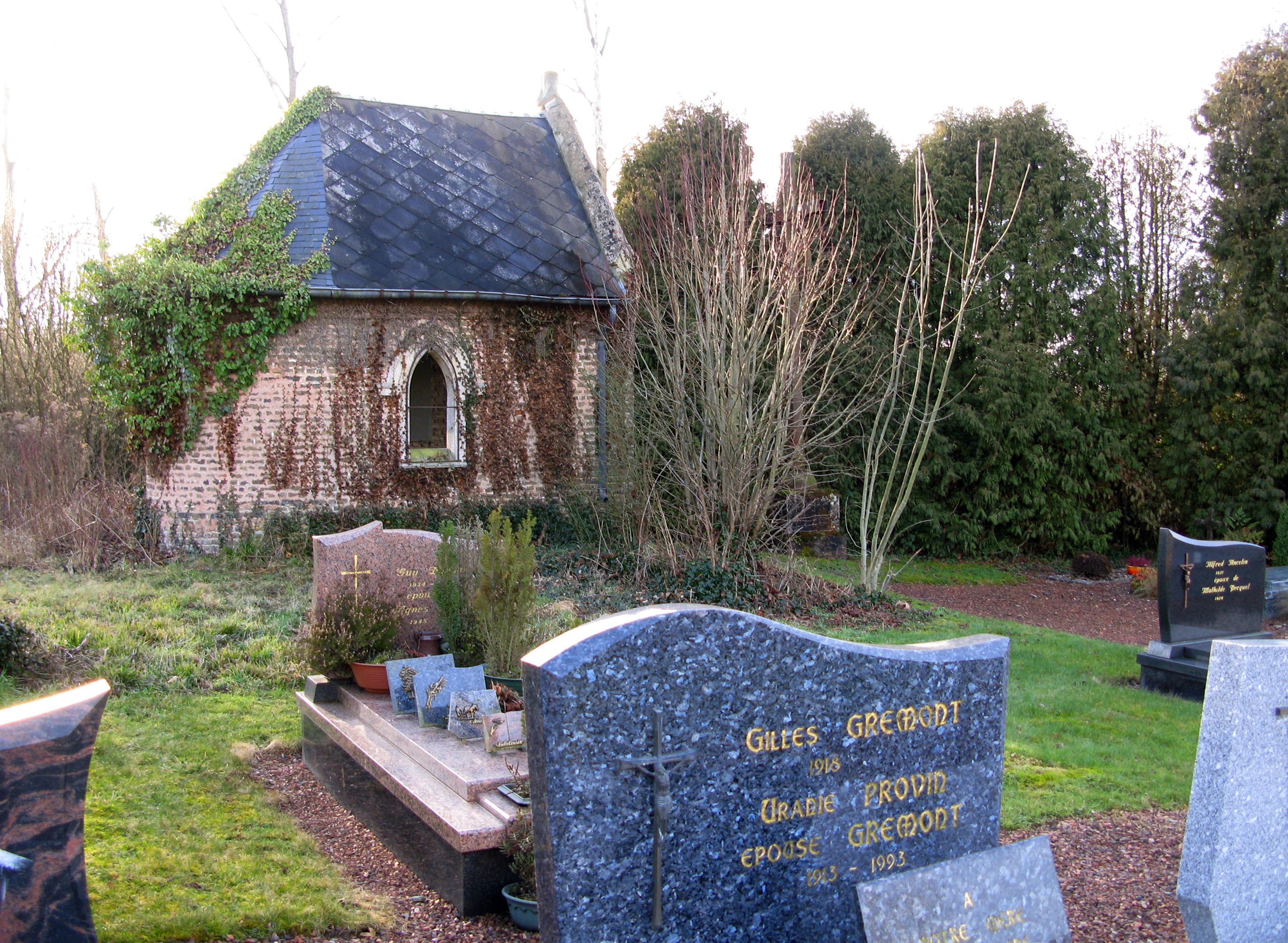
Chapelle des comtes de Coupigny.

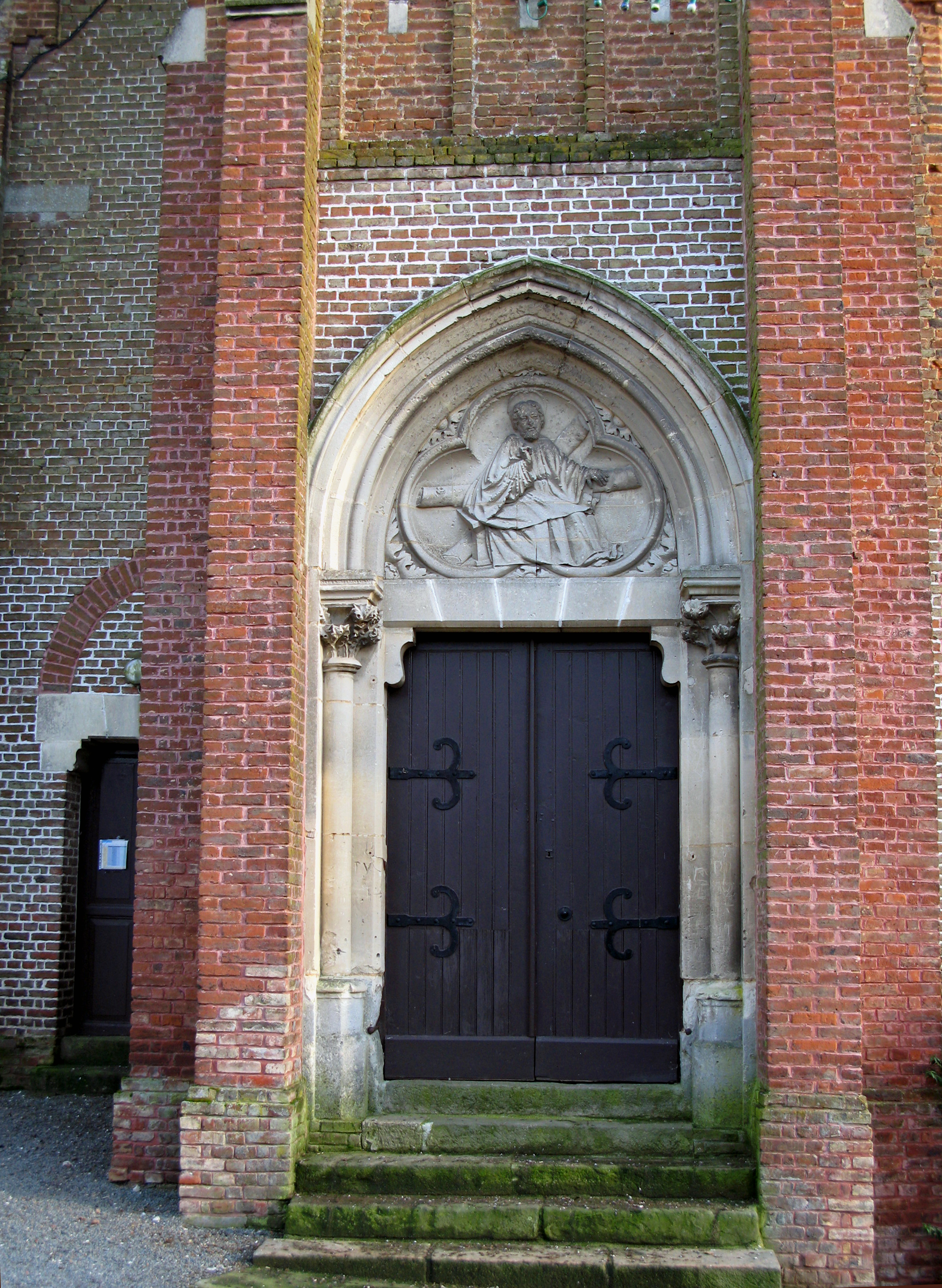
Portail de l'église Saint-André.

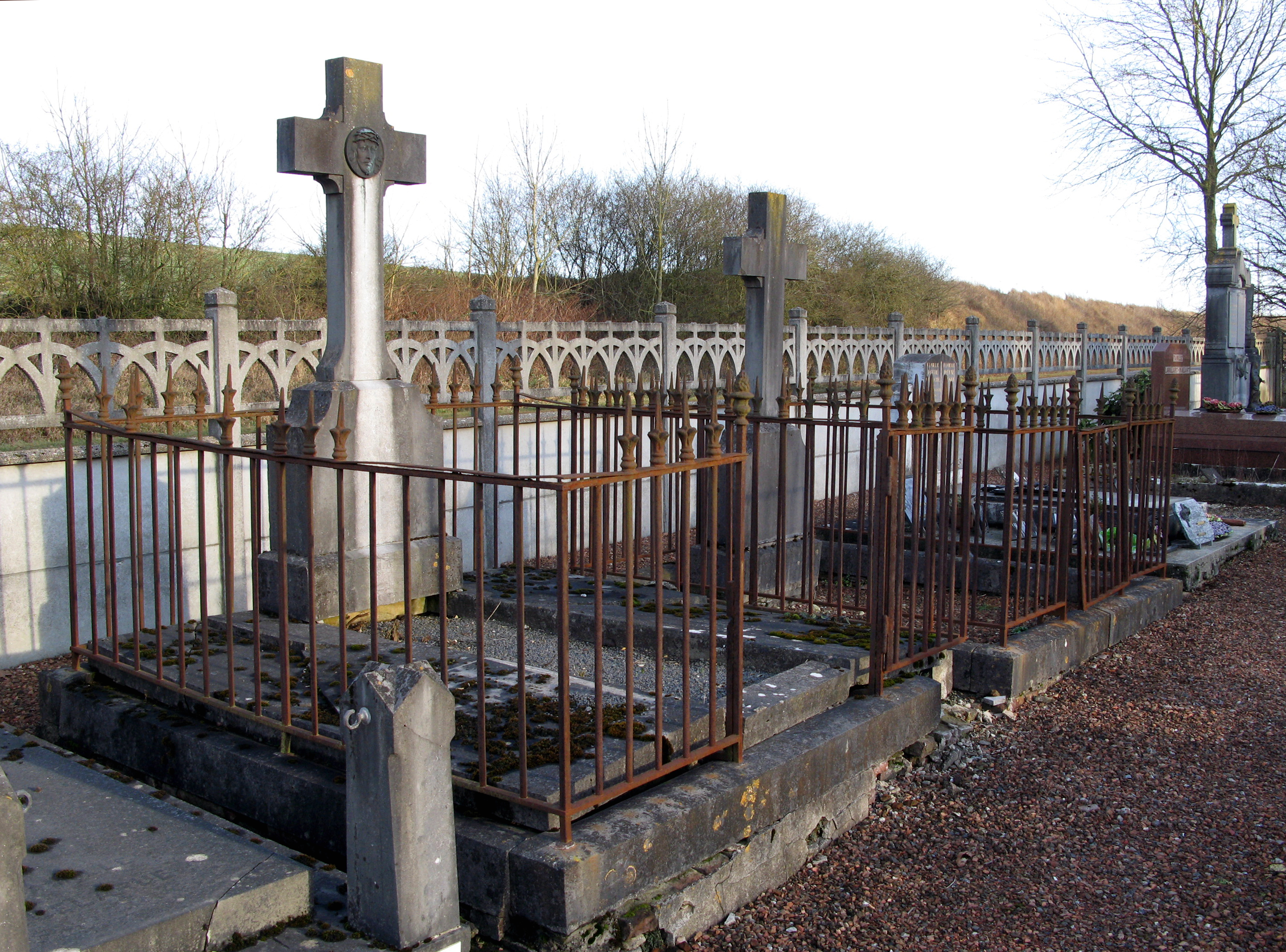
Entrée du cimetière.

- Château qui a succédé à un vieux manoir en 1750. Une statue en fonte de la Vierge a été installée en 1883 dans une allée du parc. Elle porte l'inscription Posherunt me custodem, « Ils m'ont placée comme gardienne »[20].
- La commune a accueilli plusieurs sites industriels dont l'Usine textile André Courcelle, une usine de caoutchouc Rollgom S.A., ainsi qu'un vaste dépôt de pneus (qui a été entièrement traité)[31].
- Le marais communal et le coteau calcaire du Fond Hayet, classé Natura 2000, abritent des espèces qui concourent à la conservation de la biodiversité locale[32]. Un sentier a été aménagé.

### Héraldique
| Blason de Occoches | Blason  | D'argent à la fasce de gueules, surmontée de trois coqs de sable, membrés, crêtés, becqués et couronnés aussi de gueules.                 |
| Blason de Occoches | Détails | La commune a repris le blason de la famille d'Occoches, seigneurs du lieu. Utilisé par la commune, le statut officiel reste à déterminer. |